# Pierre Abraham Lorillard
Pour les articles homonymes, voir Pierre Lorillard.
Pierre Abraham Lorillard, Montbéliard (Principauté de Montbéliard) 1742 - 1776, émigra aux États-Unis et fonda l'usine de cigarettes et cigares la Loews Corp's Lorillard Tobacco qui fit sa fortune (cinquième cigarettier des États-Unis). Il finança des expéditions et des fouilles au Mexique dans la ville maya du Yaxchilan.
Son nom est parfois donné comme Peter Abraham Lorillard, Peter Lorillard et Pierre Lorillard I.

## Parenté
Fils de Jean Lorillard (né en 1707) et d’Anne Catherine Rossel, émigrés en Nouvelle-Écosse (Canada) en 1753, Pierre Abraham Lorillard avait cinq frères, Jean George, George David, Christophe Charles, Jean Abraham, et Léopold Frédéric, et une sœur, Anne Marguerite.

## Famille
Lorillard a épousé Catherine Moore le 19 août 1763 et vivaient à Hackensack. Ils avaient cinq enfants : 
1. Pierre (Pierre Lorillard II) né le 7 septembre 1764 ;
2. George, né le 25 décembre 1766 ;
3. Blasius (ou Blazi), né le 7 juin 1769 ;
4. Johann Jacob, né le 19 janvier 1772 ;
5. Jacob, né le 22 mai 1774.

## Les affaires
Lorillard est entré dans les affaires en 1760 environ avec une usine de broyage de tabac à priser dans une maison louée sur la rue Chatham, maintenant Park Row (Manhattan). Il a été le premier homme à produire du tabac à priser en Amérique du Nord. Selon Maxwell Fox, Lorillard a adopté la marque d’un Amérindien fumant la pipe, debout à côté d'un tonneau de tabac, qui est devenu plus tard la meilleure marque connue dans le monde.

## La mort
Lorillard est mort en 1776, pendant la guerre d'indépendance des États-Unis, tué par des mercenaires allemands à la solde des Britanniques durant l’occupation de New York.
Après sa mort, son entreprise était exploitée par ses descendants et a grandi sous le nom de Lorillard Tobacco Company. En 1960, la société a émis un rapport du Bicentenaire, dans lequel il a été vanté fièrement que la P. Lorillard Company est plus ancienne que les États-Unis, prenant son origine dans l’époque coloniale de 1760 lorsque les monarques de Grande-Bretagne régnaient sur une bonne partie du monde.
Après la mort de Lorillard, sa veuve a épousé un homme nommé John Holsman (ou Daniel Holtzman). Les fils de Lorillard, George et Pierre ont repris son activité en 1792, tandis que Jacob, son autre fils est devenu un banquier et philanthrope de New York.